# Batalla de Wiesloch (1799)
La Batalla de Wiesloch (en alemán: Schlacht bei Wiesloch) ocurrió el 3 de diciembre de 1799, durante la Segunda Coalición, parte de las Guerras revolucionarias francesas. El comandante mariscal de campo Anton Count Sztáray de Nagy-Mihaly comando el ala derecha dell ejército principal austriaco en Suabia, bajo el mando del archiduque Carlos de Austria-Teschen. Con la victoria en Wiesloch (el 3 de diciembre), las fuerzas de Sztáray expulsaron a los franceses de la orilla derecha del Rin y liberaron la fortaleza de Philippsburg.

## Trasfondo
La lucha por la fortaleza de Philippsburg, que había sido repetidamente asaltada y sitiada por los franceses. El ejército de socorro, bajo el mando del Teniente Mariscal de Campo austríaco Anton Sztáray von Nagy-Mihaly, recibió refuerzos, lo que aumentó su fuerza a aproximadamente 15.000 hombres. El 1 de diciembre, Sztáray logró atravesar las posiciones enemigas y liberar Philippsburg por cuarta vez

### La batalla
El 2 de diciembre, los franceses fueron empujados aún más hacia atrás. El 3 de diciembre, intentaron mantener el pueblo de Wiesloch. Inicialmente, los franceses fueron expulsados en el primer ataque, pero lograron retomar el pueblo. Sin embargo, un segundo asalto de las fuerzas imperiales aseguró finalmente Wiesloch. Los franceses optaron por evitar una resistencia más fuerte, ya que consideraban que habían logrado su objetivo de cubrir el flanco derecho de su ejército principal durante la retirada. Posteriormente, el ejército francés se retiró de las regiones en la orilla derecha del Rin, poniendo fin al sitio de la fortaleza de Philippsburg.

## Links externos
Wiesloch, Clash of Steel online battle database